# Rantau Durian II
Rantau Durian II is een bestuurslaag in het regentschap Ogan Komering Ilir van de provincie Zuid-Sumatra, Indonesië. Rantau Durian II telt 3771 inwoners (volkstelling 2010).